# Donauinsel
Donauinsel, česky Dunajský ostrov, je umělý ostrov na Dunaji, nacházející se ve 22. obvodu (Donaustadt) rakouského hlavního města Vídně. Vznikl v letech 1972–1988 v rámci projektu regulace Dunaje, jehož hlavním účelem bylo ochránit Vídeň před záplavami. Od centra města na západě ostrov odděluje hlavní tok Dunaje a od lužního lesa Lobau na východě odlehčovací rameno Nový Dunaj. Ostrov má výrazně protáhlý tvar: na délku měří přes 21 kilometrů, zatímco jeho šířka se pohybuje mezi 70 a 210 metry. Je neobydlený a slouží jako rekreační oblast pro obyvatele Vídně: většinu rozlohy pokrývá park s cyklostezkami, sportovními hřišti, výletními restauracemi a plovárnami. Nachází se zde také nudistická pláž zvaná Copa Cagrana (slovní hříčka s názvy brazilské pláže Copacabana a nedaleké čtvrti Kagran). Každý rok se zde koncem června koná největší venkovní festival pop music v Evropě Donauinselfest. Ostrov je přístupný po patnácti mostech, z nichž nejvýznamnější je Reichsbrücke, nachází se na něm také stejnojmenná stanice linky U1 vídeňského metra.